# جاكوب تيسون
جاكوب تيسون (بالإنجليزية: Jacob Tyson)‏ هو محامي وقاضي وسياسي أمريكي، ولد في 8 أكتوبر 1773 في جزيرة ستاتن في الولايات المتحدة، وتوفي بنفس المكان في 16 يوليو 1848. حزبياً، نشط في الحزب الجمهوري الديمقراطي. وقد انتخب عضو مجلس ولاية نيويورك وانتخب عضو مجلس النواب الأمريكي.